# 丹尼斯·道加德
丹尼斯·道加德（Dennis Daugaard；1953年6月11日—）是美國的一位政治人物，曾于2011年-2019年擔任第32任南達科他州州長。丹尼斯·道加德的黨籍是共和黨。他是南達科他州和美國歷史上首位父母是聾人的州長。他还在1997年至2003年期间担任州参议员，并于2003年至2011年担任南达科他州第37任副州长。